# Ferrocarril del Llano de Maipo
| Diorama des Bahnhofes Puente Alto mit Ferrocarril a El Volcán rechts |                                                |                                       |                                       |
| Der Ferrocarril del Llano de Maipo im Streckennetz des Großraumes Santiago (1929) |                                                |                                       |                                       |
| Streckenlänge: | 22 km                                          |                                       |                                       |
| Spurweite: | 1000 mm (Meterspur)                            |                                       |                                       |
| Stromsystem: | ab 1925 =                                      |                                       |                                       |
| |                                                |                                       |                                       |
| Inbetriebnahme: | 1891 Erste Teilstrecke 1893 Letzte Teilstrecke |                                       |                                       |
| Stilllegung: | 15. November 1962                              |                                       |                                       |
| \| \| km \| \| \| \| \| 0,0 \| Providencia \| –1959 \| \| \| 2,5 \| Ñuñoa \| –1959 \| \| \| 3,5 \| Maule (San Eugenio) \| 1942– \| \| \| \| Ferrocarril de Circunvalación \| \| \| \| 4,3 \| Macul \| Macul \| \| \| 6,0 \| Canal Zanjón de la Aguada \| Canal Zanjón de la Aguada \| \| \| 6,2 \| Escuela Agrícola \| Escuela Agrícola \| \| \| 10,2 \| Bellavista \| Bellavista \| \| \| \| La Cruz \| –1938 \| \| \| 13,9 \| La Estrella \| –1938 \| \| \| 14,8 \| Quillayes \| Quillayes \| \| \| 16,6 \| Las Rosas \| Las Rosas \| \| \| 18,9 \| San Carlos \| San Carlos \| \| \| 20,0 \| Puente Alto \| Puente Alto \| \| \| \| Ferrocarril a El Volcán (600 mm Spur) \| \| \| \| 21,7 \| Barrancas \| –1935 \| \| \| \| Río Maipo \| \| |                                                |                                       |                                       |
| | km                                             |                                       |                                       |
| Kopfbahnhof Streckenanfang (Strecke außer Betrieb) | 0,0                                            | Providencia                           | –1959                                 |
| Bahnhof (Strecke außer Betrieb) | 2,5                                            | Ñuñoa                                 | –1959                                 |
| Haltepunkt / Haltestelle (Strecke außer Betrieb) | 3,5                                            | Maule (San Eugenio)                   | 1942–                                 |
| Abzweig geradeaus und nach rechts (Strecke außer Betrieb) |                                                | Ferrocarril de Circunvalación         | Ferrocarril de Circunvalación         |
| Haltepunkt / Haltestelle (Strecke außer Betrieb) | 4,3                                            | Macul                                 | Macul                                 |
| Brücke über Wasserlauf (Strecke außer Betrieb) | 6,0                                            | Canal Zanjón de la Aguada             | Canal Zanjón de la Aguada             |
| Haltepunkt / Haltestelle (Strecke außer Betrieb) | 6,2                                            | Escuela Agrícola                      | Escuela Agrícola                      |
| Bahnhof (Strecke außer Betrieb) | 10,2                                           | Bellavista                            | Bellavista                            |
| Haltepunkt / Haltestelle (Strecke außer Betrieb) |                                                | La Cruz                               | –1938                                 |
| Haltepunkt / Haltestelle (Strecke außer Betrieb) | 13,9                                           | La Estrella                           | –1938                                 |
| Haltepunkt / Haltestelle (Strecke außer Betrieb) | 14,8                                           | Quillayes                             | Quillayes                             |
| Haltepunkt / Haltestelle (Strecke außer Betrieb) | 16,6                                           | Las Rosas                             | Las Rosas                             |
| Haltepunkt / Haltestelle (Strecke außer Betrieb) | 18,9                                           | San Carlos                            | San Carlos                            |
| Bahnhof · Kopfbahnhof Streckenanfang (Strecke außer Betrieb) | 20,0                                           | Puente Alto                           | Puente Alto                           |
| Strecke · Strecke nach links (außer Betrieb) |                                                | Ferrocarril a El Volcán (600 mm Spur) | Ferrocarril a El Volcán (600 mm Spur) |
| Haltepunkt / Haltestelle Streckenende (Strecke außer Betrieb) | 21,7                                           | Barrancas                             | –1935                                 |
| |                                                | Río Maipo                             |                                       |

Der Ferrocarril del Llano de Maipo war eine 22 Kilometer lange, eingleisige und ab 1925 elektrifizierte Schmalspurbahn mit einer Spurweite von 1000 Millimetern vom Bahnhof Providencia in der Innenstadt über Puente Alto nach Barrancas am Río Maipo im Süden der chilenischen Hauptstadt Santiago.

## Geschichte
Im Januar 1889 erhielt Domingo Concha y Toro vom chilenischen Staat die Konzession für den Bau und Betrieb einer Eisenbahn mit Meterspur von der heutigen Plaza Italia in Santiago zu den Weinbergen in der Stadt Pirque, rund 3 Kilometer südlich von Puente Alto jenseits des Río Maipo. Diese Konzession wurde im folgenden Jahr an die neu gegründete Sociedad del FF.CC del Llano de Maipo übertragen, die die Strecke abschnittsweise baute und in Betrieb nahm: Im Oktober 1891 wurde der Abschnitt zwischen Providencia und Bellavista in Betrieb genommen, 1892 erreichten die Züge den Bahnhof San Carlos und im darauffolgenden Jahr wurden Santiago und Puente Alto dauerhaft verbunden.

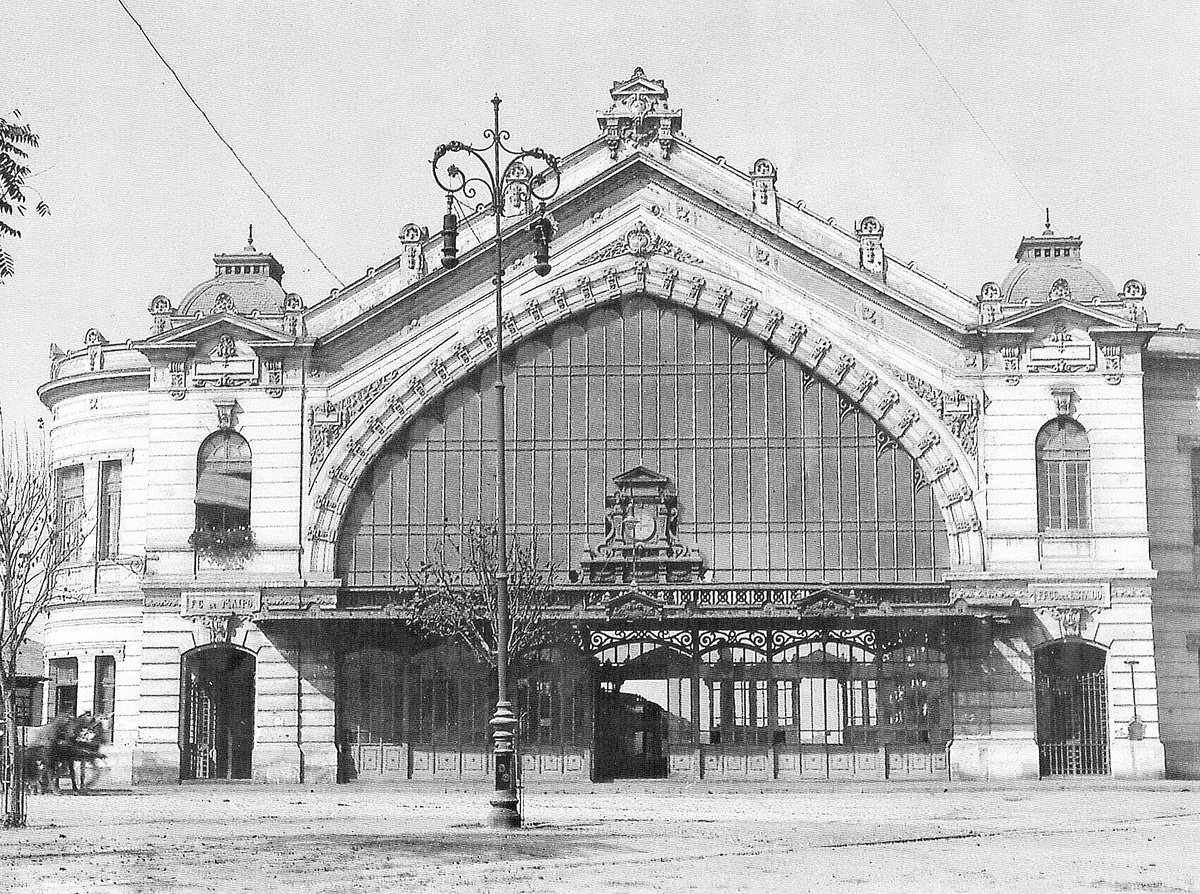
Der neue Bahnhof Providencia (1910)

Die ursprüngliche Idee dieser Bahnstrecke war es, Chile in naher Zukunft durch den Cajón del Maipo (deutsch Maipo-Schlucht) mit Argentinien zu verbinden. Als Vorschau auf dieses Projekt planten die neuen Eigentümer in einer ersten Phase, die Strecke bis nach San José de Maipo zu verlängern. Verschiedene Ereignisse verhinderten dies jedoch und führten lediglich zum Bau einer Verlängerung bis Barrancas, etwa einen Kilometer von Puente Alto entfernt. Dennoch ordnete der chilenische Staat den Neubau des luxuriösen Bahnhofes Providencia (auch bekannt als Estacion Pirque nach dem Endpunkt der Strecke) an, der an „Construction Central Company Haine“ übertragen wurde. Er wurde von Emilio Jecquier entworfen und 1911 eingeweiht. Sein architektonischer Stil und die Dimensionierung wurden im Hinblick darauf konzipiert, dass dies der Bahnhof der Hauptstadt sein würde, der eines Tages Passagiere aus Argentinien empfangen würde.
1925 wurde die Strecke von der deutschen Firma Siemens-Schuckert elektrifiziert, die die Bahn im selben Jahr erwarb. In den späten 1930er Jahren beauftragte die chilenische Regierung den Stadtplaner Karl Brunner mit einer Reihe von Studien zur Umgehungsbahn Ferrocarril de Circunvalación und der Llano de Maipo–Bahn. Brunner stellte fest, dass die Lage der Bahnstrecke und der damit verbundene Zugverkehr eine Reihe von Unannehmlichkeiten für die Bevölkerung der Gegend mit sich brachten, zusätzlich zur räumlichen Trennung zwischen den Stadtvierteln östlich dieser Strecke (Calle General Bustamante) und dem Stadtzentrum. 1935 erwarb die Compañía Manufacturera de Papeles y Cartones (CMPC) aus Puente Alto die Mehrheit der Bahnanteile, woraufhin der Abschnitt Puente Alto–Barrancas stillgelegt wurde. Aufgrund von Brunners Studien wurde 1941 beschlossen, den Bahnhof Providencia zu schließen und die Gleise zu entfernen. Zwischen 1942 und 1943 wurde der Streckenabschnitt Providencia–Ñuñoa stillgelegt, die Bahnhofsgebäude wurden später abgerissen. Der Bahnhof Ñuñoa wurde nach Süden verlegt und aufgrund seiner Lage an der gleichnamigen Straße danach auch Estacion San Eugenio genannt. Der Ferrocarril del Llano de Maipo durfte weiterhin bis einige Meter südlich des alten Bahnhofs Providencia fahren, nun jedoch als Straßenbahn.
Am 8. Januar 1959 genehmigte die Regierung den Abbau der Gleise im Bereich zwischen der Plaza Baquedano und der Avenida Grecia, womit die Strecke nunmehr in San Eugenio endete. Aufgrund der Einführung verschiedener Minibuslinien zwischen Santiago und Puente Alto wurde der Personenverkehr auf der Bahnstrecke Anfang der 1960er Jahre eingeschränkt. Ab dem 1. Juni 1961 gab es nur noch drei tägliche Abfahrten in beide Richtungen, ab 21. August wurde der Personenverkehr an Sonn- und Feiertagen eingestellt und ab dem 15. Oktober war nur noch eine tägliche Abfahrt geplant. 1962 ging der Personenverkehr der Bahn weiter zurück: Ab dem 5. März wurden einige tägliche Verbindungen eingestellt, sodass nur noch Abfahrten von Puente Alto um 7:00 Uhr dienstags, mittwochs und donnerstags sowie Abfahrten von Santiago um 19:00 Uhr montags, dienstags und mittwochs möglich waren. Dann am 11. April 1962 wurde nur noch eine wöchentliche Abfahrt in jede Richtung festgelegt und am 19. Mai 1962 wurde schließlich der gesamte Personenverkehr eingestellt und gleichzeitig die Aufhebung des Abschnitts zwischen Ñuñoa und Maule genehmigt.
Am 15. November 1962 lief die Eisenbahnkonzession aus und am 24. Dezember desselben Jahres wurde die Gesellschaft „Ferrocarril del Llano de Maipo“ von der CMPC aufgelöst. Kurz darauf wurde die gesamte Strecke stillgelegt. Nur ein kurzer Abschnitt von der Station Ñuñoa bis zur Fabrik Lucchetti wurde durch eine Spurweite von 1676 Millimetern ersetzt, die sporadisch bis 1994 für Güterverkehr genutzt wurde, bevor sie für den Bau der Linie 5 der Metro de Santiago entfernt wurde.

## Strecke
Der Ferrocarril del Llano de Maipo war eingleisig mit Ausweichgleisen an einzelnen Bahnhöfen. Insgesamt gab es ursprünglich 24 oder 25 Stationen, denn Enrique Espinoza beschreibt einen Bahnhof namens Departamento bei Kilometer 8, nahe der heutigen Kreuzung der Avenida Vicuña Mackenna und Avenida Departamental, der aber in späteren Fahrpreislisten nicht mehr erwähnt wird.

## Betrieb
Gemäß den internen Vorschriften der Bahn von 1938 hielten Züge, die keinen direkten Anschluss an die Züge der Eisenbahnlinie Puente Alto–El Volcán hatten, an allen Haltestellen zwischen dem Bahnhof Providencia und Barrancas. Züge mit direktem Anschluss, bei denen deren Ankunftszeiten in Puente Alto mit den Abfahrtszeiten in den Cajón del Maipo synchronisiert waren, hielten hingegen nur in Ñuñoa, Bellavista, Quillayes, Las Rosas, San Carlos und Puente Alto, sowohl auf der Hin- als auch auf der Rückfahrt.

## Fahrzeuge

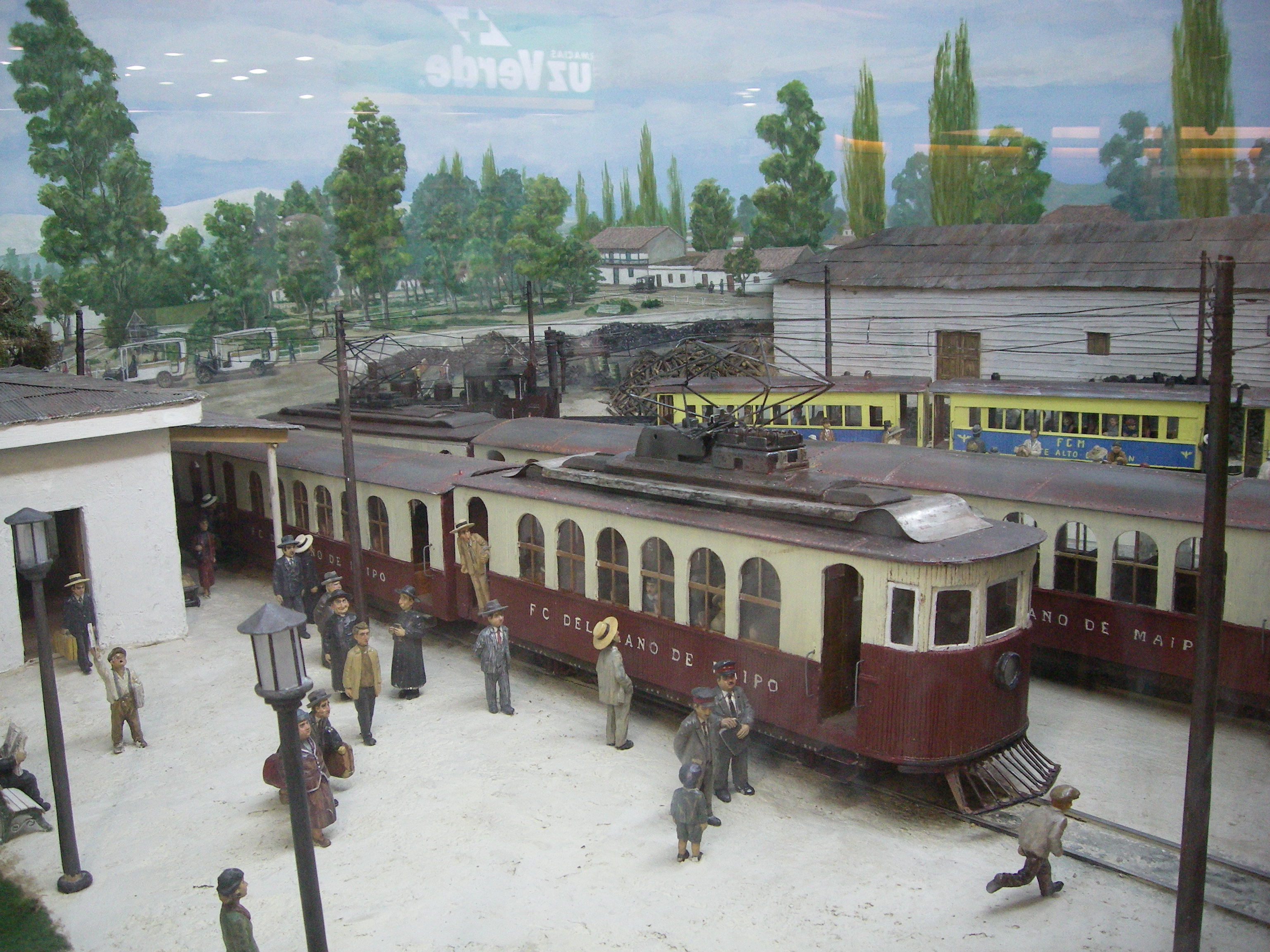
Siemens-Züge nach der Elektrifizierung (Diorama des Bahnhofes Puente Alto im Museo Ferroviario de Santiago)

Der Betrieb zwischen Providencia und Barrancas wurde mit Personenwaggons mit erster und zweiter Klasse sowie verschiedenen Güterwaggontypen durchgeführt. Anfangs kamen Dampflokomotiven zum Einsatz, die überwiegend von der US-amerikanischen Firma Baldwin Locomotive Works hergestellt wurden. Nach der Elektrifizierung der Strecke kamen Elektrolokomotiven und Elektrotriebwagen von Siemens-Schuckert zum Einsatz.
Unter anderem wurden folgende Baldwin-Dampflokomotiven eingesetzt:
- „Pirque“ n°1: erbaut 1890, die Lokomotive wurde von Hemenway & Browne importiert, später besser bekannt als Wessel Duval & Company. Laut Baldwin-Katalogen handelte es sich um eine 6-14 C, eine 2-4-0-Anordnung in Whyte-Notation. Die Schmalspurlokomotive hatte eine Spurweite 3 Fuß 3 3/8 Zoll, entspricht 1000 Millimetern, 10 × 16 Zoll große Zylinder, 37 Zoll große Antriebsräder und einen vierrädrigen Tender. Sie wog etwa 32.000 Pfund, umgerechnet 14,5 Tonnen. Die Kabine bestand aus olivgrün lackiertem Kiefernholz mit Goldverzierung.
- „Llano de Maipo“ n° 2: erbaut 1891, die Lokomotive wurde ebenfalls von Hemenway & Browne importiert. Es handelte sich um eine 8-18 D bzw. 2-6-0 mit einer identischen Spurweite, 12 × 18 Zoll großen Zylindern, 39 Zoll großen Antriebsrädern und einem achträdrigen Tender. Sie wog 40.000 Pfund (18,1 Tonnen) und erreichte eine Geschwindigkeit von etwa 20 Stundenkilometern. Ursprünglich bestand die Kabine aus Esche mit Glasfenstern und war olivgrün mit goldenen Details gestrichen.
- „Melchor Concha y Toro“: Mit ähnlichen Spezifikationen wie die Nº 2, erbaut 1900. Direktimport durch die Compañía Llano de Maipo.
- „Ramón Subercaseaux“ n° 4: Ähnlich wie der Vorgängerbau, erbaut 1904.
- „Magdalena Vicuña“ n° 5: Ähnlich wie die Vorgängerbauten, erbaut 1911.
- N° 6: Ähnlich wie die Vorgängerbauten, erbaut 1913.

## Heutiger Zustand

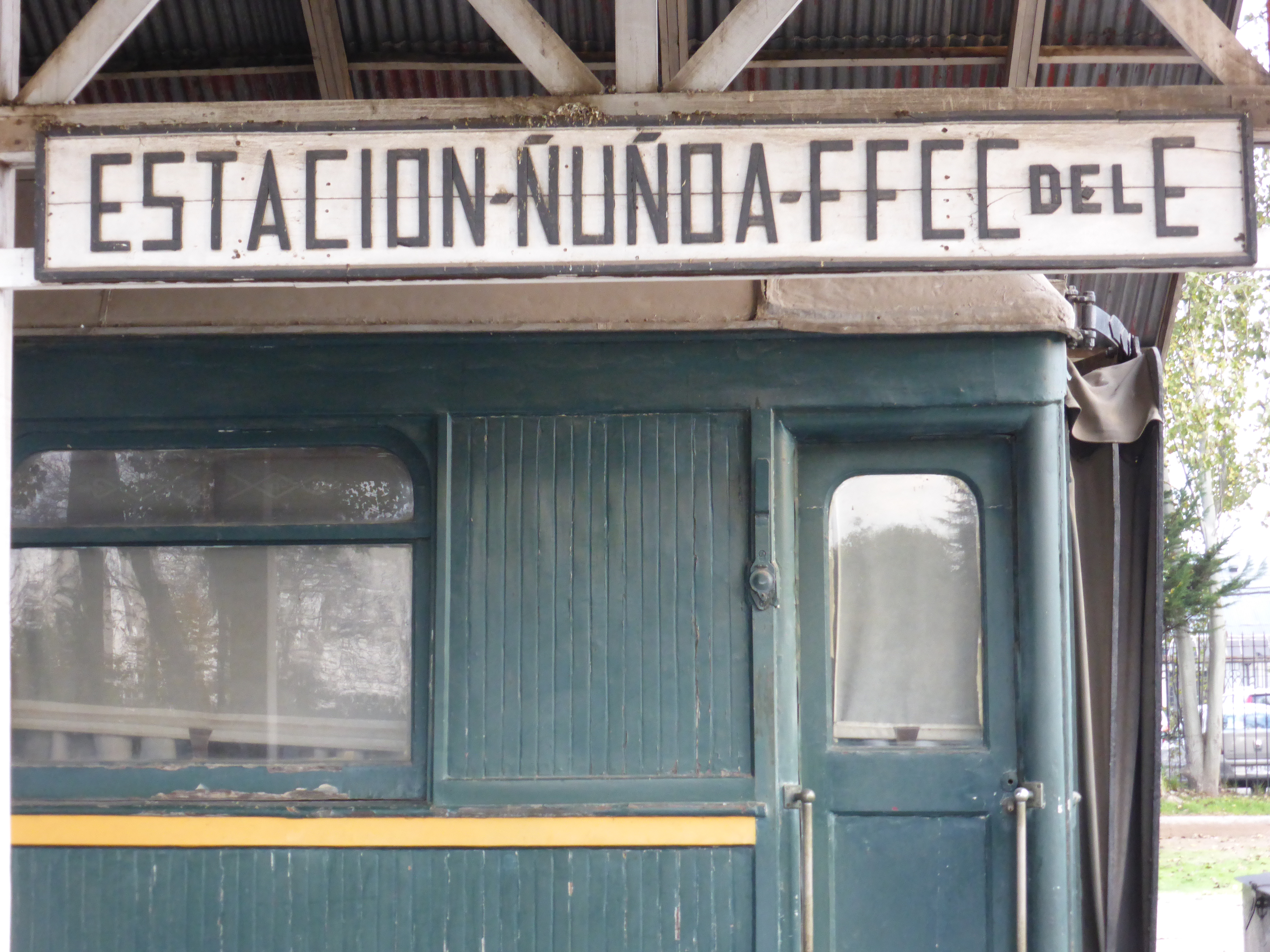
Ehemaliges Bahnhofsschild von Ñuñoa im Museo Ferroviario de Santiago (1916)

Der Südostabschnitt der U-Bahn-Linie 5 der Metro de Santiago von Baquedano bis Vicente Valdes sowie der Südabschnitt der Linie 4 von Vicente Valdes bis Plaza de Puente Alto decken den Großteil der Streckenführung des Ferrocarril del Llano de Maipo seit April 1997 (Baquedano–Bellavista de La Florida) sowie seit Oktober 2005 ab.
Relikte der abgebauten Infrastruktur der Strecke werden heute im Museo Ferroviario de Santiago im Parque Quinta Normal der Hauptstadt ausgestellt.